# Annette Goessel
Annette Goessel (* in Lübeck) ist eine deutsche Malerin, die in Berlin-Kreuzberg und in Altea bei Alicante, Spanien, arbeitete. Der Schwerpunkt ihrer Tätigkeit hat sich von Berlin ausgehend in ihre Heimatstadt Lübeck und nach Island verschoben.
Nach dem Schulbesuch in Lübeck und am Internat Schloss Plön machte Annette Goessel zunächst eine Tischlerlehre und studierte nach Sommerakademiebesuchen in Salzburg ab 1987 an der Freien Kunstschule Stuttgart, dann von 1988 bis 1992 an der Universität für angewandte Kunst Wien in der Meisterklasse von Ernst Caramelle.
Annette Goessel sieht sich als abstrakte Malerin beeinflusst von den Österreichischen Neue Wilden, malt jedoch selbst zwar seriell, aber weicher als ihre Vorbilder. Sie hatte bislang diverse Einzelausstellungen in Deutschland (u. a. im Künstlerinnenhaus der GEDOK in Lübeck und der Kulturkirche St. Petri), in Österreich, Spanien und 2019 in der Valentiny Foundation in Luxemburg. Sie betreibt in den Gerichtshöfen im Berliner Ortsteil Gesundbrunnen auch eine Malschule für Kinder.